# Teerofen (Wiesenburg/Mark)
Teerofen ist ein Wohnplatz im Ortsteil Neuehütten der Gemeinde Wiesenburg/Mark im Landkreis Potsdam-Mittelmark in Brandenburg. Der Wohnplatz liegt nordwestlich des Gemeindezentrums und südöstlich von Neuehütten und dort nördlich der Bundesstraße 107, die vom Gemeindezentrum aus in Richtung Neuehütten verläuft.